# 弗魯穆希卡鄉 (博托沙尼縣)
47°32′N 26°54′E / 47.533°N 26.900°E
弗魯穆希卡鄉（羅馬尼亞語：Comuna Frumușica, Botoșani），是羅馬尼亞的鄉份，位於該國東北部，由博托沙尼縣負責管轄，面積85平方公里，海拔高度135米，2007年人口6,170，人口密度每平方公里73人。